# کارادنیز هلدینگ
کارادنیز هلدینگ (انگلیسی: Karadeniz Holding) شرکت خوشه‌ای ترکیه‌ای است، که در سال ۱۹۴۸ تأسیس شد.